# Variabel (datalogi)
 For alternative betydninger, se Variabel. (Se også artikler, som begynder med Variabel)
Indenfor datalogi er en variabel en symbolsk repræsentation, der denoterer en mængde eller et udtryk. I datalogi repræsenterer variable allokeringer af data, som kan ændres. Variable sættes ofte i kontrast til konstanter, der er bekendte og uforanderlige, for eksempel Pi.
Begrebet har en lignende betydning i fysik og ingeniørvidenskab. En variabel er her en mængde, der kan variere igennem et eksperiment og mellem måledata. Variable adskiller sig fra parametre, idet en parameter beskriver en nogenlunde konstant karakteristik ved et system eller en funktion.
I statistik er en variabel en målelig faktor, karakteristik eller egenskab i et system – med andre ord, noget der forventes at variere over tid.
Inden for programmering benyttes variable nogenlunde synonymt med den matematiske betydning, selvom de datalogiske designovervejelser i nogle tilfælde adskiller sig fra den matematiske brug.
I de fleste programmeringssprog benyttes alfanumeriske tekststrenge som variabelnavne, der peger på værdier i computerens hukommelse (memory), hvor man som regel holder sig til variable med enkelte tegn (x, y, z eller eksempelvis bogstaver fra det græske alfabet).

## Variabelnavngivning
Der findes flere konventioner, både i måden hvorpå man refererer til variable i programmeringssprog, og hvad man normalt vælger at kalde dem. I nogle programmeringssprog har variable fortegn, og i nogle af disse antyder fortegnet variablens type.
- I BASIC betyder suffikset $ at variablens værdi er en tekststreng.
- I Perl betyder præfikserne $, @, % og & henholdsvis, at variable er skalarer, arrays, hashes og subrutiner.

## Variables virkefelt
En variabels virkefelt beskriver, hvor i et programs kildekode variablen må bruges, mens en variabels levetid beskriver, hvornår i et programs udførelse variablen har en værdi. En variabels virkefelt påvirker dens levetid. Globale variable kan tilgås overalt i et program, hvorimod variable i fx procedurer og funktioner er lokale variable. Fra en procedure er det muligt at ændre globale variables værdier, hvorimod en funktion er kendetegnet ved at returnere én værdi. Ønskes flere værdier returneret, kan man anvende en procedure med parameteroverførsel.